# Weißenkirchen im Attergau
Weißenkirchen im Attergau là một đô thị thuộc huyện Vöcklabruck thuộc bang Oberösterreich, Áo. Đô thị Weißenkirchen im Attergau có diện tích 27 km², dân số thời điểm năm 2006 là 650 người.